# 曹明正
曹明正（1953年11月12日—），台灣政治人物，國民黨籍，原籍臺灣彰化縣員林鎮，曾任第14、15、16屆彰化縣議員

## 外部連結
曹明正 （页面存档备份，存于）
曹明正FACEBOOK